# Třída Rocket
Třída Rocket byla třída torpédoborců Britského královského námořnictva. Celkem byly postaveny tři jednotky této třídy. Ve službě byly v letech 1895–1920.
Třída Rocket představovala jednu ze sedmnácti podtříd raných britských torpédoborců od různých výrobců, které jsou souhrnně označovány jako třída A. Torpédoborce třídy A neměly jednotný design, ale důraz byl u nich kladen na jednotnou rychlost (u prvních tří podtříd 26 uzlů a u zbývajících čtrnácti podtříd 27 uzlů). Třída Rocket patřila do druhé skupiny označováné jako „27-knotters“.

## Stavba
Britská loděnice John Brown & Company v Clydebanku postavila celkem tři jednotky této třídy. Na vodu byly spuštěny roku 1894 a do služby přijaty roku 1895.
Jednotky třídy Rocket:
| Jméno      | Založení kýlu  | Spuštěn            | Vstup do služby | Osud                  |
| ---------- | -------------- | ------------------ | --------------- | --------------------- |
| HMS Rocket | 14. února 1894 | 14. srpna 1894     | červenec 1895   | Prodán do šrotu 1912. |
| HMS Shark  | 14. února 1894 | 22. září 1894      | červenec 1895   | Prodán do šrotu 1911. |
| HMS Surly  | 14. února 1894 | 10. listopadu 1894 | červenec 1895   | Prodán do šrotu 1920. |

## Konstrukce
Výzbroj představoval jeden 76mm kanón, pět 57mm kanónů a dva jednohlavňové 457mm torpédomety se zásobou čtyř torpéd. Pohonný systém tvořily čtyři kotle Normand a dva čtyřválcové parní stroje s trojnásobnou expanzí o výkonu 4100 hp, roztáčející dva lodní šrouby. Spaliny odváděly tři komíny. Nejvyšší rychlost dosahovala 27 uzlů. Dosah byl 3000 námořních mil při rychlosti deset uzlů.

### Modernizace
Roku 1901 byl z plavidel Rocket a Surly odstraněn jeden torpédomet. Roku 1910 Rocket přišel o tři 57mm kanóny. Roku 1915 výzbroj torpédoborce Surly posílily dva spouštěče hlubinných pum.